# Uraeotyphlus menoni
Uraeotyphlus menoni és una espècie d'amfibi gimnofió de la família dels ictiòfids que habita en els Ghats Occidentals, a l'estat de Keralae de l'Índia. Va ser descrict per Nelson Annandale el 1913.

## Distribució
Viu a Cochin, Kottayam i Malabar, Kerala, sud-oest de l'Índia. No s'ha observat cap lloc on seria amenaçada.